# Sand, Innlandet
Sand este o localitate din comuna Nord-Odal, provincia Innlandet, Norvegia, cu o suprafață de 1,17 km² și o populație de 1.060 locuitori (2013).